# HACEK
Los organismos HACEK son un grupo de bacterias gramnegativas que son una causa poco común de endocarditis infecciosa, que es una inflamación del corazón debido a una infección bacteriana.
HACEK es una abreviatura de las iniciales de los géneros de este grupo de bacterias: 
- Haemophilus spp (parainfluenzae, aphrophilus, influenzae)
- Aggregatibacter actinomycetemcomitans (anteriormente Actinobacillus)
- Cardiobacterium hominis
- Eikenella corrodens
- Kingella kingae. [2] Los organismos HACEK son una parte normal de la microbiota humana, que vive en la región oral-faríngea.[3]

Las bacterias se agruparon originalmente porque se pensaba que eran una causa importante de endocarditis infecciosa, pero investigaciones recientes han demostrado que son raras y solo responsables del <10% de todos los casos de esta enfermedad.

## Microbiología
El grupo HACEK es parte de la microbiota orofaríngea, es decir, forma parte de las bacterias normales de la cavidad oral y la faringe. Pueden encontrarse en todo el tracto respiratorio superior.
Tienen un crecimiento lento, de hasta 14 días. Prefieren una atmósfera enriquecida en dióxido de carbono y requieren medios de crecimiento enriquecidos e incubación prolongada.

### Patogenia
Pueden causar infecciones valvulares cardíacas —endocarditis—, pero también bacteriemia, abscesos, peritonitis, otitis media, conjuntivitis, neumonía, osteomielitis, infecciones periodontales y artritis.

## Tratamiento
Generalmente, son sensibles a ceftriaxona y ampicilina, pero esto debe ser confirmado por medio de un antibiograma.
El tratamiento de elección para infección por organismos del grupo HACEK en la endocarditis es el antibiótico de tercera generación ceftriaxona, una cefalosporinas y betalactámicos. La ampicilina (una penicilina ), combinada con gentamicina en dosis bajas (un aminoglucósido ), es otra opción terapéutica. La endocarditis por HACEK suele requerir 4-6 semanas de tratamiento.